# Горно-Бадахшанська автономна область
Го́рно-Бадахша́нська автономна область (ГБАО, тадж. Вилояти Мухтори Кӯҳистони Бадахшон (ВМКБ), МФА: [ʋɪlɔˈjatʰɪ mʊχˈtʰɔɾɪ kʰɵhɪsˈtʰɔnɪ bɐdɐχˈʃɔn (ˌʋeˌmeˌkʰeˈbe)]) — адміністративна одиниця Таджикистану, яка займає 44,9 % площі території країни. Є частиною історичної області Бадахшан.

## Історія
Автономна область була утворена 2 січня 1925 року. Після створення 1929 року Таджицької РСР, до неї було приєднано і ГБАО. Протягом 1950-их багатьох памірців, мешканців області, було примусово переселено до південно-західного Таджикистану. Коли 1992 року у Таджикистані вибухнула громадянська війна, місцева влада односторонньо оголосила незалежність від республіки Таджикистан. Під час громадянської війни багато памірців ставали об'єктами вбивства серед ворогуючих груп, ГБАО стала бастіоном для опозиції. Пізніше місцева влада відмовилося від своїх сепаратистських закликів.

## Географія
На території автономної області знаходяться одні з найвищих гір світу — Памір. Найвищими вершинами є три семитисячники — Пік Незалежності (колись Пік Леніна, 7134 м, на кордоні з Киргизстаном), Пік Ісмаїла Самані (колишній Пік Комунізму), 7495 м) та Пік Корженевської (7105 м).

## Транспорт
Тільки автодороги сполучають автономну область із зовнішнім світом. Хорог-Ош та Хорог-Душанбе є частинами Памірського шосе. Третя дорога з Хорогу в Китай через перевал Кульма вельми важка. Від Пакистану автономну область відокремлює вузька, але майже непрохідна частина Афганістану — Ваханський коридор.

## Населення
| Рік  | Населення, осіб | Міське населення, осіб | Сільське населення, осіб |
| ---- | --------------- | ---------------------- | ------------------------ |
| 1989 | 160900          | 20200                  | 140700                   |
| 1995 | 188000          | 24300                  | 163700                   |
| 1996 | 191400          | 24800                  | 166600                   |
| 1997 | 195100          | 25200                  | 169900                   |
| 1998 | 199700          | 26800                  | 172900                   |
| 1999 | 203900          | 27200                  | 176700                   |
| 2000 | 206200          | 27400                  | 178800                   |
| 2001 | 207400          | 27600                  | 179800                   |
| 2002 | 208300          | 27800                  | 180500                   |
| 2003 | 208800          | 27800                  | 181000                   |
| 2004 | 209500          | -                      | -                        |
| 2005 | 206800          | -                      | -                        |
| 2006 | 206400          | -                      | -                        |
| 2007 | 206200          | 27500                  | 178700                   |
| 2008 | 203000          | 27600                  | 175400                   |
| 2009 | 203700          | 27700                  | 176000                   |
| 2010 | 204800          | 27800                  | 177000                   |
| 2011 | 206500          | 28100                  | 178400                   |
| 2012 | 208500          | 28400                  | 180100                   |
| 2013 | 210200          | 28600                  | 181600                   |
| 2014 | 212100          | -                      | -                        |
| 2015 | 214300          | -                      | -                        |

## Адміністративний поділ
Автономна область поділяється на 7 районів та 1 місто (Хорог):
| Район                | Площа, км² | Населення, осіб (2010) | Населення, осіб (2013) | Центр    | Джамоати | Населені пункти | Розташування |
| -------------------- | ---------- | ---------------------- | ---------------------- | -------- | -------- | --------------- | ------------ |
| місто Хорог          | 23,1       | 28100                  | 28600                  | Хорог    | -        | 3               |              |
| Ванцький район       | 4430,5     | 30800                  | 31300                  | Ванч     | 6        | 57              |              |
| Дарвозький район     | 2824,5     | 21000                  | 21500                  | Калаїхум | 4        | 57              |              |
| Ішкашимський район   | 3656,0     | 29700                  | 30300                  | Ішкашим  | 7        | 45              |              |
| Мургабський район    | 38442,2    | 13800                  | 14000                  | Мургаб   | 6        | 24              |              |
| Рошткалинський район | 4260,0     | 24400                  | 25100                  | Рошткала | 6        | 106             |              |
| Рушанський район     | 5870,7     | 23800                  | 24300                  | Рушан    | 7        | 43              |              |
| Шугнанський район    | 4560,0     | 34400                  | 35100                  | Вахдат   | 7        | 62              |              |